# Indische Frauen-Cricket-Nationalmannschaft in Australien in der Saison 2021/22
Die Tour der indischen Frauen-Cricket-Nationalmannschaft nach Australien in der Saison 2021/22 fand vom 21. September bis zum 10. Oktober 2021 statt. Die internationale Cricket-Tour war Bestandteil der Internationalen Cricket-Saison 2021 und umfasste einen WTest, drei WODIs und drei WTwenty20s. Australien gewann die WODI-Serie 2–1 und die WTwenty20-Serie 2–0, während die WTest-Serie Unentschieden endete.

## Vorgeschichte
Für beide Mannschaften war es die erste Tour der Saison. Das letzte Aufeinandertreffen der beiden Mannschaften bei einer Tour fand in der Saison 2017/18 in Indien statt.

## Stadien
Die folgenden Stadien wurden für die Austragung der Tour ausgewählt.
| Stadion                  | Stadt      | Kapazität | Spiele                 |
| ------------------------ | ---------- | --------- | ---------------------- |
| Carrara Stadium          | Gold Coast | 25.000    | 1. WTest; 1. – 3. WT20 |
| Great Barrier Reef Arena | Mackay     | 10.000    | 1. – 3. WODI           |

## Kaderlisten
Indien benannte seine Kader am 24. August 2021.
| Test | Test | ODI | ODI | Twenty20 | Twenty20 |
| Australien | Indien | Australien | Indien | Australien | Indien |
| --- | --- | --- | --- | --- | --- |
| - Meg Lanning (K) - Rachael Haynes (VK) - Darcie Brown - Maitlan Brown - Stella Campbell - Nicola Carey - Hannah Darlington - Ashleigh Gardner - Alyssa Healy (wk) - Tahlia McGrath - Sophie Molineux - Beth Mooney - Ellyse Perry - Georgia Redmayne - Molly Strano - Annabel Sutherland - Tayla Vlaeminck - Georgia Wareham | - Mithali Raj (K) - Harmanpreet Kaur (VK) - Taniya Bhatia (wk) - Yastika Bhatia - Ekta Bisht - Rajeshwari Gayakwad - Richa Ghosh - Jhulan Goswami - Smriti Mandhana - Shikha Pandey - Sneh Rana - Punam Raut - Jemimah Rodrigues - Deepti Sharma - Meghna Singh - Pooja Vastrakar - Shafali Verma - Poonam Yadav | - Meg Lanning (K) - Rachael Haynes (VK) - Darcie Brown - Maitlan Brown - Stella Campbell - Nicola Carey - Hannah Darlington - Ashleigh Gardner - Alyssa Healy (wk) - Tahlia McGrath - Sophie Molineux - Beth Mooney - Ellyse Perry - Georgia Redmayne - Molly Strano - Annabel Sutherland - Tayla Vlaeminck - Georgia Wareham | - Mithali Raj (K) - Harmanpreet Kaur (VK) - Taniya Bhatia (wk) - Yastika Bhatia - Ekta Bisht - Rajeshwari Gayakwad - Richa Ghosh - Jhulan Goswami - Smriti Mandhana - Shikha Pandey - Sneh Rana - Punam Raut - Jemimah Rodrigues - Deepti Sharma - Meghna Singh - Pooja Vastrakar - Shafali Verma - Poonam Yadav | - Meg Lanning (K) - Rachael Haynes (VK) - Darcie Brown - Maitlan Brown - Stella Campbell - Nicola Carey - Hannah Darlington - Ashleigh Gardner - Alyssa Healy (wk) - Tahlia McGrath - Sophie Molineux - Beth Mooney - Ellyse Perry - Georgia Redmayne - Molly Strano - Annabel Sutherland - Tayla Vlaeminck - Georgia Wareham | - Harmanpreet Kaur (K) - Smriti Mandhana (VK) - Yastika Bhatia - Harleen Deol - Rajeshwari Gayakwad - Richa Ghosh (wk) - Shikha Pandey - Sneh Rana - Arundhati Reddy - Jemimah Rodrigues - Deepti Sharma - Meghna Singh - Renuka Singh - Pooja Vastrakar - Shafali Verma - Poonam Yadav - Radha Yadav |

## Tour Match
| 18. September | Brisbane (IHO) | Australien 278-7 (50)          | – | Indien 242-7 (50) |
|               |                | Australien gewinnt mit 36 Runs |   |                   |

## Women’s One-Day Internationals

### Erstes WODI in Mackay
| 21. September Scorecard | Mackay | Indien 225-8 (50)                | – | Australien 227-1 (41) |
|                         |        | Australien gewinnt mit 9 Wickets |   |                       |

Australien gewann den Münzwurf und entschied sich als Feldmannschaft zu beginnen. Also Spielerin des Spiels wurde Darcie Brown ausgezeichnet.

### Zweites WODI in Mackay
| 24. September Scorecard | Mackay | Indien 274-7 (50)                | – | England 275-5 (50) |
|                         |        | Australien gewinnt mit 5 Wickets |   |                    |

Australien gewann den Münzwurf und entschied sich als Feldmannschaft zu beginnen. Also Spielerin des Spiels wurde Beth Mooney ausgezeichnet.

### Drittes WODI in Mackay
| 26. September Scorecard | Mackay | Australien 264-9 (50)        | – | Indien 266-8 (49.3) |
|                         |        | Indien gewinnt mit 2 Wickets |   |                     |

Australien gewann den Münzwurf und entschied sich als Schlagmannschaft zu beginnen. Also Spielerin des Spiels wurde Jhulan Goswami ausgezeichnet.

## Women’s Tests

### Erster Test in Brisbane
| 30. September – 3. Oktober Scorecard | Gold Coast | Indien 377-8d (145) & 135-3 (37) | – | Australien 241-9d (94.4) & 36-2 (15) (f/o) |
|                                      |            | Remis                            |   |                                            |

Australien gewann den Münzwurf und entschied sich als Feldmannschaft zu beginnen. Also Spielerin des Spiels wurde Smriti Mandhana ausgezeichnet.

## Women’s Twenty20 Internationals

### Erstes WTwenty20 in Gold Coast
| 7. Oktober Scorecard | Gold Coast | Indien 131-4 (15.2) | – | Australien |
|                      |            | No Result           |   |            |

Australien gewann den Münzwurf und entschied sich als Feldmannschaft zu beginnen. Spiel wurde nach Regenfällen abgebrochen.

### Zweites WTwenty20 in Gold Coast
| 9. Oktober Scorecard | Gold Coast | Indien 118-9 (20)                | – | Australien 119-6 (19.1) |
|                      |            | Australien gewinnt mit 4 Wickets |   |                         |

Australien gewann den Münzwurf und entschied sich als Feldmannschaft zu beginnen. Also Spielerin des Spiels wurde Tahlia McGrath ausgezeichnet.

### Drittes WTwenty20 in Gold Coast
| 10. Oktober Scorecard | Gold Coast | Australien 149-5 (20)          | – | Indien 135-6 (20) |
|                       |            | Australien gewinnt mit 14 Runs |   |                   |

Indien gewann den Münzwurf und entschied sich als Feldmannschaft zu beginnen. Also Spielerin des Spiels wurde Tahlia McGrath ausgezeichnet.

## Auszeichnungen

### Player of the Series
Als Player of the Series wurden der folgende Spieler ausgezeichnet.
| Serie | Player of the Series |
| ----- | -------------------- |
| WTest | –                    |
| WODI  | –                    |
| WT20  | Tahlia McGrath       |

### Player of the Match
Als Player of the Match wurden die folgenden Spielerinnen ausgezeichnet.
| Spiel    | Player of the Match |
| -------- | ------------------- |
| 1. WTest | Smriti Mandhana     |
| 1. WODI  | Darcie Brown        |
| 2. WODI  | Beth Mooney         |
| 3. WODI  | Mithali Raj         |
| 1. WT20  | –                   |
| 2. WT20  | Tahlia McGrath      |
| 3. WT20  | Tahlia McGrath      |